# Anabela Rodrigues (ur. 1976)
Anabela Lopes Rodrigues (ur. 18 października 1976 w Lizbonie) – portugalska polityczka i działaczka społeczna kabowerdeńskiego pochodzenia, posłanka do Parlamentu Europejskiego IX kadencji.

## Życiorys
Z zawodu mediator kulturowy. Weszła w skład organów zarządzających działającej na rzecz imigrantów organizacji Solidariedade Imigrante. Prowadziła projekty edukacyjne w organizacjach pozarządowych takich jak Associação Cultural Moinho da Juventude i Fundação Francis Obikwelu. Została koordynatorką związanej ze środowiskiem imigrantów grupy teatralnej Grupo Teatro do Oprimido de Lisboa.
Działaczka Bloku Lewicy. W marcu 2024 uzyskała zwolniony przez Marisę Matias mandat w Parlamencie Europejskim IX kadencji, w którym dołączyła do Grupy Lewicy.